# Maria Victòria dal Pozzo della Cisterna
Maria Victòria dal Pozzo della Cisterna (París, 1847 - San Remo, 1876) va ser princesa dal Pozzo della Cisterna i reina consort d'Espanya i duquessa consort d'Aosta pel seu matrimoni amb Amadeu I d'Espanya.

## Biografia
Va néixer a París en el si d'una família aristocràtica amb títol principesc del regne de Sardenya-Piemont. Sobre la seva infantesa i joventut fins a la mort del seu pare i el seu casament amb Amadeu de Savoia no se'n sap gaire cosa més enllà de la gran educació que va rebre; va aprendre aritmètica, filosofia, història, a més d'arribar a aprendre sis idiomes, entre ells el castellà. A partir de la mort del seu pare, la seva mare va perdre el seny i es tancà amb Maria Victòria i la seva germana petita a palau. Passà molts anys tancada i sola al palau della Cisterna, visquent la mort de la seva germana.
Es casà amb Amadeu de Savoia, segon fill del primer monarca de la Itàlia unificada, Víctor Manuel II, el 30 de maig de 1867.

### Reina d'Espanya
Després del derrocament de la reina Isabel II, Amadeu arribà primer a Espanya de la mà del general Prim. Maria Victòria arribà més tard, la primavera de 1871, per mar, evitant així els possibles atacs carlistes de seguidors que s'haurien pogut produir a França. Atracat el vaixell al port de Roses, l'estricte protocol no va permetre que la reina, que anava acompanyada dels seus dos fills Manuel Filibert i Víctor Manuel, no trepitgés terra. No va salpar fins al 12 de març, un cop es va saber el resultat de les eleccions celebrades els tres dies anteriors. Poc després arribà a Alacant, on l'esperava el seu marit.
Mai no va estar ben considerada per l'aristocràcia espanyola, acostumada a grans dispendis i a l'opulència de la qual havien fet gala els Borbons. Davant del rebuig de la noblesa, la nova parella reial convidaren gran nombre d'intel·lectuals. Per tal de reconèixer el mèrit d'aquestes persones, es creà la Orde Civil de Maria Victòria, amb la qual es reconeixien els mèrits de músics i científics. Maria Victòria és considerada una de les reines més cultes d'Espanya, per la seva educació i també per aquest fet.
A més a més, la reina, que era de profundes creences religioses, destinà part de la seva fortuna a la beneficència. Va fer construir la primera llar d'infants d'Espanya a Madrid, després de copsar la misèria i la pobresa que hi havia entre la població, sobretot després de veure a unes bugaderes al Manzanares. Aquest acte fou reconegut per aquest col·lectiu que va pagar una corona per a la tomba de la reina a Torí, que encara es conserva.
Poc després de la renúncia a la corona d'Amadeu, Maria Victòria va morir de tuberculosi als 29 anys.